# 上板町立東光小学校
上板町立東光小学校（かみいたちょうりつ とうこうしょうがっこう）は、徳島県板野郡上板町西分東光にある公立小学校。

## 沿革
西分村で福良一作が経営する私塾「福良塾」を、1872年（明治5年）、学制改革により「東光小学校」と改称した。1874年西分村公立とし、「西分村東光小学校」と改称した。1886年、西分村滝宮に「滝宮簡易科」を設置。同年、学校は西分・椎本両村の管理となり、「西分尋常小学校」と改称された。同時に神宅小学校を統合したが、これは形式的なもので、翌年神宅小学校は再び分離独立した。1888年滝宮簡易科が2年制の「滝宮簡易小学校」として独立、1893年4年制の尋常小学校に昇格し「滝宮尋常小学校」と改称、1905年同校を統合合併し、滝宮および馬道に分教場が設置された。1907年西分東光8番地（現在地）に校舎が新築され移転、1908年教室が増築され、滝宮・馬道の分教室は廃止された。1909年高等科を併設し「板野郡東光尋常高等小学校」と改称した。
1926年（大正15年）「大山村立東光尋常高等小学校」と改称、1932年（昭和7年）再び「板野郡東光尋常高等小学校」と改称、1941年国民学校令により「大山村東光国民学校」と改称した。太平洋戦争末期の1944年9月から翌年9月までの1年間、大阪市立福国民学校の集団疎開を受け入れた。1947年学制改革により「大山村東光小学校」と改称、1955年町村合併による上板町発足により「上板東小学校」と改称、翌年「上板町東光小学校」と改称した。

## 通学区域が隣接している学校
- 上板町立神宅小学校
- 上板町立松島小学校
- 上板町立高志小学校
- 板野町立板野南小学校
- 板野町立板野西小学校